# Angelina Love
Lauren Ann Williams (13 de septiembre de 1981) es una luchadora profesional canadiense conocida por su trabajo en la Total Nonstop Action Wrestling (TNA), bajo el nombre de Angelina Love quien trabaja actualmente en National Wrestling Alliance (NWA). También trabaja en varias empresas independientes bajo el nombre de Angel Williams.
Entre sus logros, destacan seis reinados como Campeona Femenina de la TNA, un reinado como Campeona Mundial Femenil de Honor y un reinado como Campeona Femenina en Parejas de la TNA.

## Carrera

### Inicios
Williams comenzó en la lucha libre profesional en el año 2000, trabajando en promociones independientes de Canadá, donde fue mánager de Chris Sabin y Eric Young, para luego empezar a entrenar con Rob Fuego y llegar a ser luchadora profesional. Williams trabajó por un corto plazo para la Total Nonstop Action Wrestling (TNA) en 2004, luchando en capítulos de TNA Xplosion frente a Trinity.

### Deep South Wrestling
Mientras Williams se encontraba trabajando para promociones independientes de Estados Unidos, la World Wrestling Entertainment (WWE) la contrató para enviarla a una empresa en desarrollo. Fue asignada a Deep South Wrestling (DSW), donde comenzó a ayudar a Johnny Parisi en el verano de 2005. Daisy Mae acudió y retó a Angel a un combate. 
Williams sufrió una lesión el 9 de febrero de 2006 en una grabación de la DSW, pero aun así participó en un concurso de bikinis. En el concurso no pudo revelar su bikini debido a que Palmer Cannon la interrumpió, lo que llevó a un combate entre ellos y Tommy Dreamer. Durante ese combate no pudo luchar debido a su lesión, por lo que se fue en medio de la lucha. El 28 de febrero se sometió a una operación para superar su lesión.
En septiembre de 2006, regresó a la DSW después de recuperarse de su lesión. Durante el mes de noviembre, comenzó a ayudar a The Gymini, pero esta alianza duró poco debido a que en febrero de 2007 fueron despedidos de la DSW. Después de que Angelina perdiera luchas debido a distracciones de otras luchadoras entró posteriormente en un feudo con la Gerente General de la DSW, Krissy Vaine . El 15 de marzo de 2007, se unió a su enemiga Vaine, proclamándose co-gerente general de la DSW.

### Circuito independiente
Después de dejar la DSW en mayo de 2007, Williams trabajó en la asociación mexicana Asistencia Asesoría y Administración (AAA) bajo el nombre de Canadian Angel el 10 de junio de 2007. Williams además apareció en The Jenny Jones Show.

### Total Nonstop Action Wrestling (2007-2012)

#### 2007-2009

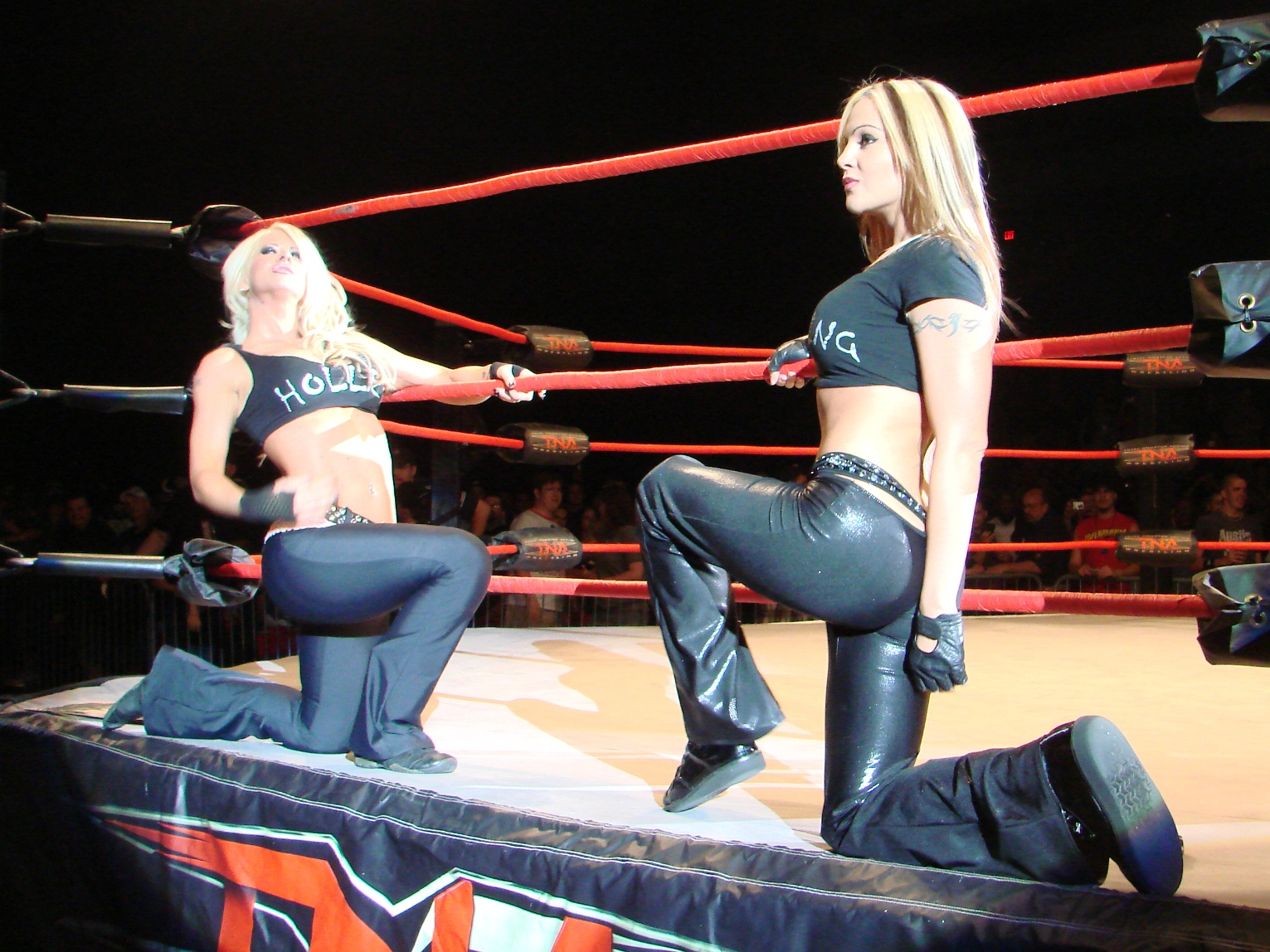
Love haciendo su entrada junto a Velvet Sky.

En septiembre de 2007, Williams fue contactada por la TNA para participar en el evento Bound for Glory, lo cual fue confirmado el 9 de octubre por Jeremy Borash. En Bound For Glory, Williams participó en una lucha la cual coronó a la primera Campeona Femenina de la TNA. Durante la lucha, fue eliminada por Gail Kim y O.D.B., donde finalmente Kim fue la ganadora. En Genesis, Angel compitió en otra lucha por el Campeonato Femenino de la TNA, en donde Kim retuvo el campeonato. 
Por motivos de autoría, Williams debió cambiar su nombre a Angelina Love. Love formó una alianza con Velvet Sky, haciéndose llamar "Velvet-Love Entertainment", nombre que luego cambiaron a "The Beautiful People". Ambas derrotaron a O.D.B. y Roxxi Laveaux en Turning Point. Love y Sky se volvieron heel el 13 de marzo en iMPACT! cuando "maquillaron" a Roxxi Laveaux, sólo para atacarla posteriormente. Angelina además participó en Lockdown en la lucha llamada "Queen of the Cage", pero fue derrotada por Roxxi.
Love participó en una lucha en Sacrifice, en donde la perdedora debía afeitarse la cabeza. Las últimas dos participantes fueron Roxxi y Gail Kim, pero si Kim perdía, Love debía afeitarse la cabeza, porque Kim estaba inmune. Finalmente el combate lo ganó Kim, forzando a Roxxi a perder su cabello. En Hard Justice, fue derrotada (junto con Awesome Kong y Velvet Sky) por el equipo de Taylor Wilde, Gail Kim & O.D.B..
Luego entró en un feudo con Taylor Wilde, peleando contra ella en No Surrender por el Campeonato de Mujeres de la TNA, reteniendo la campeona. Love, Sky & Kip James fueron derrotados por ODB, Rhaka Khan y Rhino en Bound for Glory IV.
En Lockdown, derrotó a Awesome Kong y Taylor Wilde, ganando el Campeonato Femenino de la TNA. Por esto, empezó un feudo con Kong, quien durante las siguientes semanas en ediciones de TNA iMPACT! derrotó a los miembros de The Beautiful People, pero en Sacrifice Love venció a Kong con un "Roll-up", reteniendo el campeonato. Tras esto tuvo un feudo con Tara, reteniendo su título en Slammiversary, pero lo perdió el 24 de junio frente a Tara, pero la derrotó en Victory Road. En Hard Justice perdió su título ante O.D.B., por lo que Love y Sky culparon a Madison Rayne y la expulsaron del grupo. El 3 de septiembre se dio a conocer oficialmente que Angelina había sido despedida por problemas de migración ya que su Visa había vencido.

#### 2010-2012

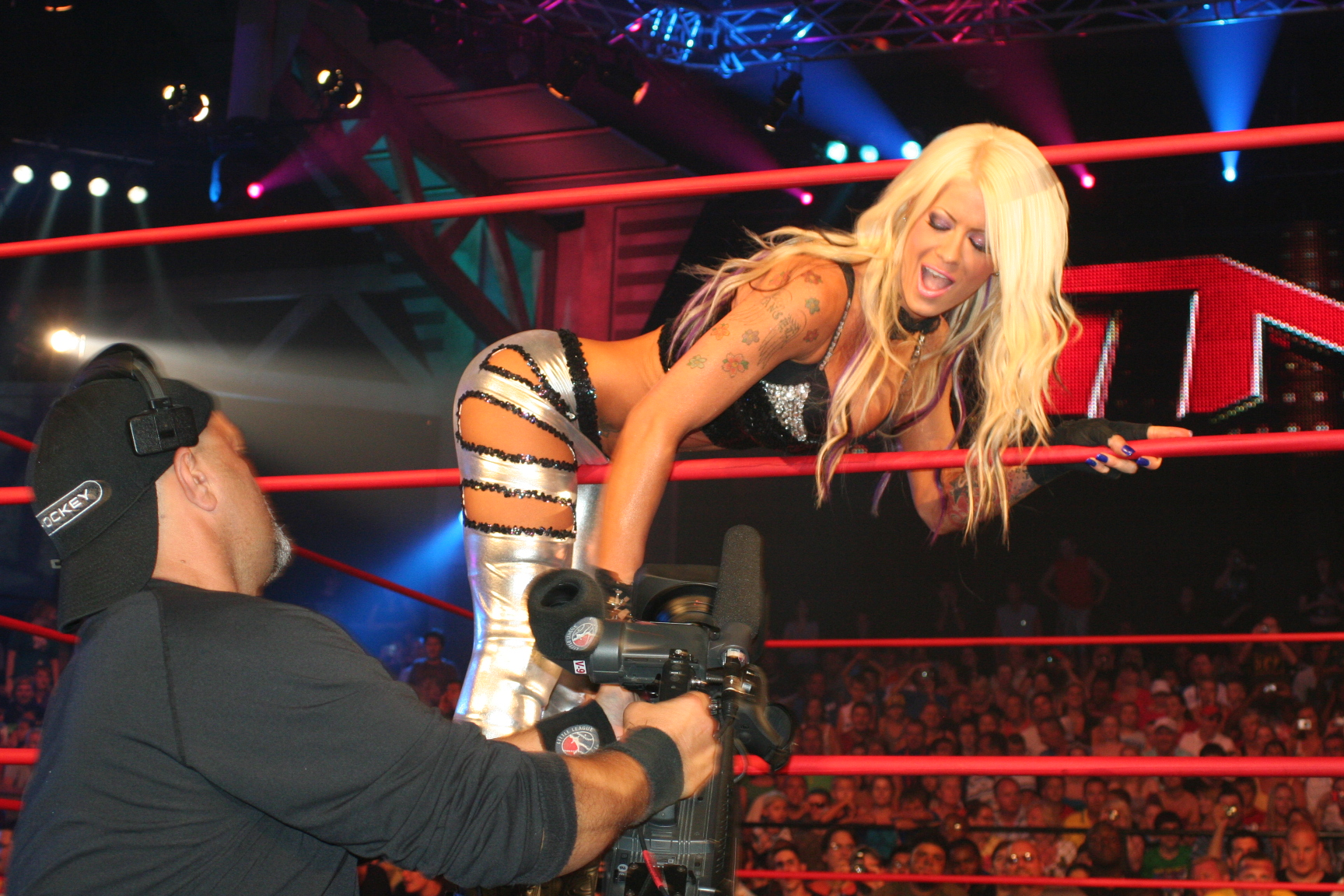
Williams realizando su entrada en la TNA.

Angelina regresó a la TNA el 14 de enero de 2010, atacando a The Beautiful People (Madison Rayne, Lacey Von Erich & Velvet Sky), empezando un feudo con ellas y volviéndose Face. Además, el 5 de abril ganó el Lockbox eight Knockout elimination tag team match, donde ganó una llave tras derrotar a Lacey Von Erich y ganó el Campeonato Femenino de la TNA por tercera vez. En Lockdown se enfrentó junto a Tara por los Campeonatos Femeninos en Parejas de la TNA de Beautiful People apostando su título. Durante la lucha, Madison Rayne cubrió a Tara, proclamándose campeona. El 20 de abril se lesionó durante las grabaciones de Impact, dañándose el ligamento de su brazo. A su regreso, empezó de nuevo su feudo con The Beautiful People, perdiendo el 17 y el 24 de junio ante Lacey Von Erich y Velvet Sky respectivamente, atacándolas con una silla. En Victory Road, se enfrentó a Madyson Rayne por el Campeonato Femenino de la TNA en una lucha en la que ella apostó su carrera. Durante la lucha, interifrió una motorista atacando a Love, por lo que, según las estipulaciones, de interferir un miembro de Beautiful People, Love ganaba el título. Sin embargo, el 13 de julio (transmitido el 22 de julio), su victoria fue declarada nula y su reinado, no reconocido, al no ser la motorista miembro de Beautiful People. A la semana siguiente derrotó a Sarita, ganando otra oportunidad por el título, la cual se cobró el 9 de agosto (trasmitido el 12 de agosto), derrotando a Rayne y ganando por cuarta vez el Campeonato Femenino de la TNA. Tras esto se alió con Velvet Sky entrando en un feudo con Madison Rayne, Lacey Von Erich y la motorista quien resultó ser Tara. Finalmente, en Bound for Glory participó en una lucha arbitrada por Mickie James por el Campeonato Femenino contra Sky, Tara y Rayne, ganando Tara la lucha y el título.

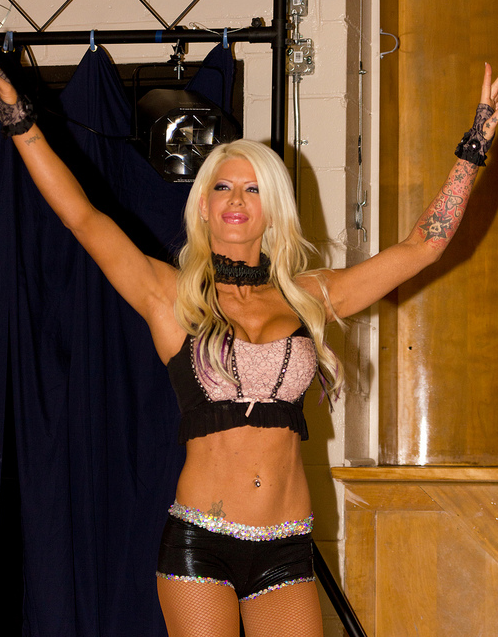
Love en GCW (2011).

Tras esto, empezó a tener visiones con Winter, quien se la aparecía semana tras semana como un fantasma. Participó en un torneo por los vacantes Campeonato Femenino en Parejas de la TNA junto a Velvet Sky, derrotando en la primera ronda a Daffney & Sarita. Sin embargo, en la ronda final, Sky fue atacada por Sarita, sustituyéndola Winter en el combate. En la final, derrotaron a Tara & Rayne, ganando los campeonatos. En Victory Road junto con Winter perdió los títulos ante Sarita & Rosita. Después de la lucha, Winter culpó a Sky por perder la lucha. El 24 de marzo de la edición de Impact!, Winter hechizó a Love, lo que la impidió acudir en auxilio de Sky de una paliza de Sarita y Rosita. El 7 de abril en la edición de Impact!, Love abandonó a Sky durante una lucha contra Sarita & Rosita por el Campeonato Femenino en Parejas de la TNA. Finalmente, ambas se enfrentaron el 28 de abril en Impact!, donde Love derrotó a Sky por sumisión. Su feudo terminó cuando el 19 de mayo en Impact Wrestling, Sky derrotó a Love & Winter en un combate en desventaja. La siguiente semana, Love atacó a la Campeona Femenina de TNA Mickie James, después de que derrotara a Winter, pactándose una lucha por el título entre ellas en Slammiversary IX. Antes del evento, Love dijo que ya no necesitaba tomar más su medicación, ya que entendía a Winter. Sin embargo, fue derrotada luego de un Mickie DT.
Tras esto, continuó ayudando a Winter en su feudo con James, ayudándola a cosneguir una oportunidad por el título el 23 de junio en Impact Wrestling. En Hardcore Justice, Love la ayudó a conseguir el título al derrotar a James. El 15 de septiembre, participó en un torneo para retar a Winter por el título en Bound for Glory, pero fue derrotada por Velvet Sky. El 17 de noviembre, participó en una Gunglet Match, para obtener una oportunidad por el Campeonato Femenino de la TNA, entrando en el número 4, logrando eliminar a Velvet Sky, pero siendo eliminada más tarde por Mickie James.
Love y Winter comenzaron un feudo con ODB, llegando a luchar contra ella en varias ocasiones, perdiendo todas las luchas. Después se incorporó al proyecto de Total Nonstop Action Wrestling en la India llamado Ring Ka King siendo una de las primeras luchadoras femeninas en RKK junto a Mickie James y Alissa Flash. El 16 de febrero participó en una "10 Knockouts Battle Royal" para obtener una oportunidad por el Campeonato Femenino de la TNA de Gail Kim pero no logró ganar, siendo eliminada por Sarita. La siguiente semana, formó equipo con Sarita en contra de Mickie James y Velvet Sky, pero fueron derrotadas. El 11 de marzo realizó su debut en Ring Ka King siendo entrevistada por Kubra Sait. El 18 de marzo hizo su debut luchístico en Ring Ka King derrotando a Alissa Flash. El 4 de abril participó de un Knockouts Championship Challenge por el Campeonato Femenino de la TNA, siendo derrotada por Velvet Sky. El 1 de julio Williams mediante Twitter comunicó su salida de la empresa.

### Impact Wrestling (2014-2017)

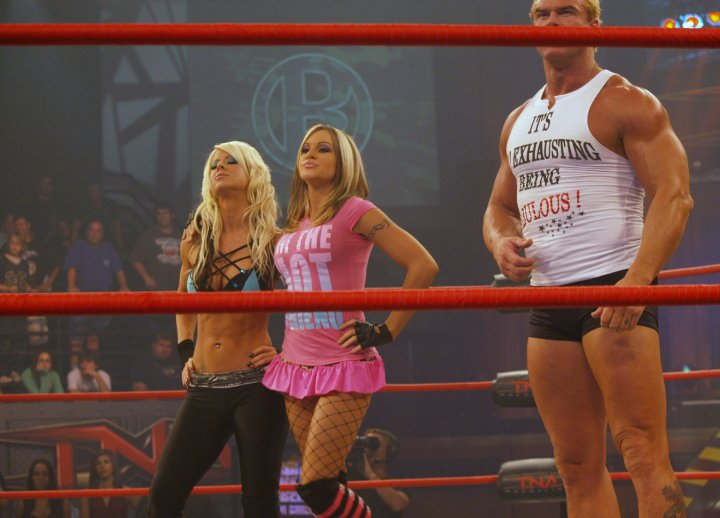
Love junto a Monty Sopp y Velvet Sky.

Regresó a Impact Wrestling en el show del 13 de marzo de 2014, donde tuvo un segmento con su antigua compañera de equipo Velvet Sky, con el motivo de volver a formar The Beautiful People dándole un plazo de una semana a Sky para que tomara una decisión. En el show del 20 de marzo, Sky aceptó la oferta y volvieron a formar The Beautiful People. En ese mismo show cambió a Heel al atacar a Madison Rayne, por no aceptar la invitación de The Beautiful People. El 27 de marzo Angelina derrotó a Madison Rayne debido a la interferencia de Velvet Sky, que también cambió a Heel. 
The Beautiful People hizo su regreso en el ring la semana siguiente en Impact Wrestling, derrotando a Rayne y Brittany.
En el show del 10 de abril Angelina derrotó a Gail Kim, ODB y Brittany para convertirse en la contendiente número 1 por el Campeonato Femenino de la TNA. En el 24 de abril, The Beautiful People volvieron a derrotar a Rayne en una pelea por equipos, sólo que esta vez con Gail Kim como su pareja. Tres días después, en el Sacrifice el 27 de abril, Love derrotó Rayne ganando el Campeonato Femenino de la TNA. En su primera defensa del título, en el 22 de mayo episodio de Impact Wrestling, Love derrotó Brittany . Tras el partido, Love y Sky atacaron Brittany pero Gail Kim fue a salvar a Brittany; lo que  llevó a una pelea por equipos, donde The Beautiful People derrotaron a Kim y Brittany en la edición del 29 de mayo. Love y Kim finalmente se enfrentaron en un combate por el título el 15 de junio en el Slammiversary, donde Angelina defendió con éxito su campeonato. El 20 de junio, durante las grabaciones del episodio del 3 de julio de Impact Wrestling, Love perdió el Campeonato ante Kim, poniendo fin a su reinado de 67 días.
En el 10 de julio episodio de Impact Wrestling , Love participó en un  four-way match por el campeonato donde también participó Madison Rayne y Brittany pero no logró ganar. The Beautiful People interrumpion un combate por campeonato entre Kim y Taryn Terrell el 24 de julio. Esto llevó a otro four-way match por el TNA Women's Knockout Championship entre Love, Sky, Kim y Terrell, en la que Angelina no tuvo éxito en recuperar el título. En Hardcore Justice, Love perdió ante Gail Kim en un combate por el título. 
a finales de 2014 , The Beautiful People formaron una alianza con The BroMans y se unieron regularmente con ellos. El 23 de enero de 2015, Velvet Sky sacó un maletín para Robbie E durante un Feast or Fired match. El maletín contenía la tarjeta "rosa" y Sky fue despedida; disolviéndose The Beautiful People. 
El 24 de abril Love participó junto con Madison Rayne, Gail Kim y Brooke en una amenaza de cuatro para determinar a la primera contrincante para el Campeonato Femenino de la TNA, pero fue ganado por Brooke. El 6 de mayo de 2015 Velvet Sky regresó a TNA en un segmento en el cual Sky cambio a Face tras atacar a Love. El 25 de junio fue derrotada ante Velvet. El 2 de septiembre Love con Madison Rayne fueron al rescate de Velvet Sky ayudando a estas dos a contraatacar a The Dollhouse (Jade, Rebel y Marti Bell) siendo así que dio la noticia del regreso de The Beatiful People y cambiando a Face. El 9 de septiembre Love se fracturó el brazo (Kayfabe), ya que Jade la atacó con una silla metálica (en realidad fue debido a un embarazo). El 27 de marzo de 2016, Williams anunció en su cuenta de Twitter que su contrato con Impact Wrestling había expirado durante el embarazo y este no había sido renovado.
En 2017 regresó junto a su esposo teniendo una pequeña rivalidad con Alisha Edwards, sin embargo cuando Impact Wrestling fue absorbido por GFW y  Love decidió no renovar contrato con la empresa.

### Circuito independiente (2012-2014, 2017 - presente)
El 22 de septiembre de 2012, se reunió junto a Velvet Sky como the Beautiful People en un evento de la Northeast Wrestling, donde fueron derrotadas por Madison Rayne & Rosita. Love hizo su debut en la Family Wrestling Entertainment (FWE) el 4 de octubre de 2012 en el evento Back 2 Brooklyn, donde derrotó junto a Sky a la Campeona Femenina Maria Kanellis & Katrina Lea. El 10 de noviembre debutó en Pro-Wrestling: EVE en Inglaterra, derrotando a Carmel Jacob por descalificación tras una interferencia de Sara-Marie Taylor. Love luchó junto a Erin Angel, siendo derrotada por Jacob & Taylor. El 16 de febrero de 2013, luchó en el evento de la Family Wrestling Entertainment No Limits contra la Campeona Femenina Maria Kanellis por el título, pero fue derrotada.
El 11 de agosto del 2017 derrotó a Katred en House of Hardcore: 32. El 3 de febrero del 2018 enfrentó a Tenille Dashwood en WrestlePro, sin embargo salió derrotada.

### Ring of Honor (2019-2021)
El 6 de abril de 2019 en el evento de G1 Supercard, Love se reunió con Velvet Sky como heels y se forjó un nuevo stable aliándose con Mandy León como "The Allure" al atacar a Kelly Klein, Jenny Rose y Stella Gray. En Death Before Dishonor XVII, derrotó a Kelly Klein y ganó el Campeonato Mundial Femenino del Honor, después de la lucha, Love, Leon y Velvet Sky atacaron a Klein, pero Maria Manic salió a detenerlas.
En el ROH Women's Division Wednesday del 27 de octubre, junto a Mandy Leon se enfrentaron a The Hex (Allysin Kay & Marti Belle) por los Campeonatos Mundiales Femeninos en Parejas de la NWA, sin embargo perdieron.

### National Wrestling Alliance (2022-presente)
En la Noche 1 de NWA 74th Anniversary Show, participó en la Burke Invitational Gauntlet por una oportunidad al Campeonato Mundial Femenino de la NWA de Kamille, entrando de #9, sin embargo fue eliminada por Max The Impaler. Al día siguiente en el Pre-Show de la Noche 2 de NWA 74th Anniversary Show, derrotó a Taryn Terrell.
Empezando el 2023, en el Powerrr emitido el 3 de enero, representando a Team Great se enfrentó a Taya Valkyrie representante del Team Rock ‘n’ Roll en la SemiFinal del Champions Series,sin embargo perdió.

## Otros Medios
A mediados del 2010, Williams junto a Velvet Sky armaron un Shoot contra el equipo de la competencia (LayCool), ambas dijeron: "Todas quieren ser como nosotras, somos el mejor equipo femenil en toda la lucha libre profesional. No importa que tan bien nos imiten, saben bien a quienes no referimos, ustedes no son cool, nada cool", para después ser más directa en Facebook y poner: "Así que esto es lo que me dan el viernes por la noche al pasar rápido los canales, una rubia y una morena destrozando cosas descaradamente... ¡BRUTAL!".

## En lucha
- Movimientos finales
  - Botox Injection[27] (Bicycle kick)[28]
  - Break a Bitch (Inverted facelockdouble knee backbreaker)[6][29]
  - Cramp[30] (Modified camel clutch)
  - Lights Out[30] (Lifting reverse STO)[31]
- Movimientos de firma
  - Back elbow[32]
  - DDT[30]
  - Diving crossbody[31]
  - Front powerslam[32]
  - Hair-pull mat slam
  - Hurricanrana[30]
  - Múltiples variaciones de pin
    - Backslide
    - Roll-up
    - Victory roll

  - Running shoulder block
  - Running springboard arm drag[30]
  - Shoulder jawbreaker[33]
  - Sidewalk slam[27]
  - Snapmare seguido de una running low-angle front dropkick a la cara o espalda del oponente[31][27]
  - Spear
  - Snap suplex[30]
  - Tilt-a-whirl headscissors takedown[31]
- Con Winter
  - Movimiento final en equipo
    - Botox Injection (Love) y Samoan drop (Winter)[34]
- Con Velvet Sky
  - Movimiento final en equipo
    - Makeover[35][36] (Russian legsweep (Sky) y una Botox Injection (Love)[37][38][37]

  - Movimiento de firma en equipo
    - Holla Double Elbow[37] (Double elbow drop)[37][38][39]
- Luchadores dirigidos
  - Texas Hell-Razors
  - Derek Wylde
  - The Gymini[30]
  - Johnny Parisi
  - Jimmy Rave[30]
  - Palmer Canon[30]
  - Chris Sabin
  - Simon Diamond
  - Krissy Vaine[30]
  - Eric Young
  - Velvet Sky[30]
  - Becky Bayless[30]
  - Billy Gunn / Cute Kip[30]
  - Madison Rayne[30]
  - Winter[30]
  - The BroMans
  - Davey Richards
- Apodos
  - "The Queen Diva"[40]
  - "The Sacred Seductress"[41]
- Temas de entrada
  - "Papercut" por Linkin Park[42] (circuito independiente)
  - "Girlfriend" por Dale Oliver (TNA)
  - "Angel on My Shoulder" por Dale Oliver[43][44] (TNA / Independent circuit)
  - "Hands of Wicked" por Goldy Locks[45] (TNA; utilizada como compañera de Winter)
  - "Unhinged" por Dale Oliver (TNA)[46]
  - "Angel on My Shoulder" (Remix) por Dale Oliver (TNA)
  - "Computer Warning" por Gravity's Edge (Shine Wrestling)
  - "Tattooed Angel" por Dale Oliver[47] (Impact Wrestling / GFW)

## Campeonatos y logros
- Ohio Valley Wrestling
  - Women's Nightmare Rumble (2022)[48]
- Pro Wrestling Pride
  - PWP Women's Championship (1 vez)[49]
- World Class Revolution

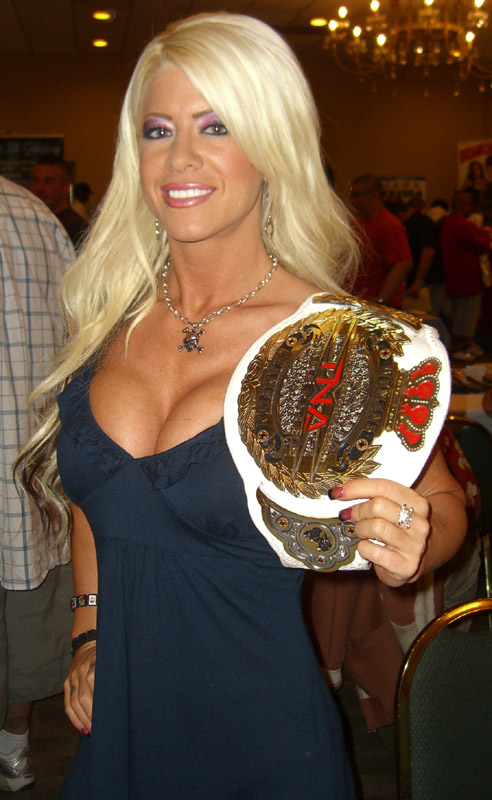
Love como Campeona de Mujeres Knockout de la TNA.

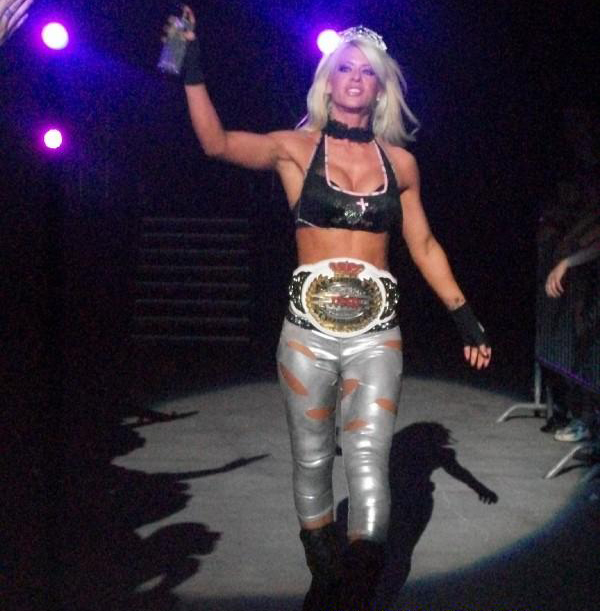
Love es 6 veces Campeona Knockouts de TNA

  - WCR Diamond Division Championship (1 vez)[50]
- Ring of Honor
  - Women of Honor World Championship (1 vez)

- Total Nonstop Action Wrestling
  - TNA Women's Knockout Championship (6 veces)
  - TNA Knockout Tag Team Championship (1 vez) - con Winter
  - TNA Knockouts Tag Team Championship Tournament (2010) – con Winter
  - Global Impact Tournament (2015) – with Team International (The Great Sanada, Drew Galloway, Magnus, The Great Muta, Tigre Uno, Bram, Rockstar Spud, Khoya y Sonjay Dutt)

- Pro Wrestling Illustrated
  - Situada en el N.º 16 en el PWI Female 50 en 2008.[51]
  - Situada en el N.º  2 en el PWI Female 50 en 2009.[52]
  - Situada en el N.º  2 en el PWI Female 50 en 2010.[53]
  - Situada en el N.º 12 en el PWI Female 50 en 2011.[54]
  - Situada en el N.º 31 en el PWI Female 50 en 2012.[55]
  - Situada en el N.º  6 en el PWI Female 50 en 2014
  - Situada en el N.º 30 en el PWI Female 50 en 2015
  - Situada en el N.º 53 en el PWI Female 100 en 2019

### Luchas de Apuestas
| Ganadora (apuesta)      | Perdedora (apuesta)        | Locación         | Evento              | Fecha               | Notas |
| ----------------------- | -------------------------- | ---------------- | ------------------- | ------------------- | ----- |
| Angelina Love (carrera) | Madison Rayne (campeonato) | Orlando, Florida | Victory Road (2010) | 11 de julio de 2011 |       |